# Si la vie est cadeau
Si la vie est cadeau – utwór francuskiej piosenkarki Corinne Hermès napisany przez Jean-Pierre’a Millersa i Alaina Garcię i wydany jako singiel w maju 1983 roku.
W 1983 roku utwór reprezentował Luksemburg w 28. Konkursie Piosenki Eurowizji organizowanym w Monachium. 23 kwietnia został zaprezentowany w finale jako ostatni, dwudziesty w kolejności i ostatecznie zajął pierwsze miejsce po zdobyciu 142 punktów, w tym m.in. najwyższych not dwunastu punktów z Wielkiej Brytanii, Szwajcarii i Francji. 
Oprócz francuskojęzycznej wersji singla, piosenkarka nagrała także utwór  w języku niemieckim („Liebe gibt und nimmt”) i angielskim („Words of Love”). Oprócz tego, piosenka została nagrana także przez innych artystów w wielu innych językach: po fińsku („Lahjan sain”), serbsku („Ljubav je dar”), szwedzku („Det är nu”) i niderlandzku („Al da d’haar .... Krijde cadeau”).

## Lista utworów
7" winyl
1. „Si la vie est cadeau” – 3:05
2. „Pour un peu de toi” – 3:45

## Notowania na listach przebojów
| Kraj       | Lista (1983)              | Najwyższe miejsce |
| ---------- | ------------------------- | ----------------- |
| Belgia     | Singles Top 50 (Flandria) | 3                 |
| Szwecja    | Singles Top 60            | 13                |
| Szwajcaria | Singles Top 75            | 14                |
| Holandia   | Singles Top 40            | 31                |
| Niemcy     | Singles Top 100           | 67                |